# Andreas Dalsgaard
Andreas Møl Dalsgaard (født 1980 i Silkeborg) er en dansk filminstruktør. 

## Liv og karriere
Dalsgaard er uddannet fra Den Danske Filmskole som fiktions filminstruktør i 2009. Han har desuden studeret visuel antropologi ved Université Denis Diderot Paris VII og er uddannet med en BA i antropologi fra Aarhus Universitet. Dalsgaard fik sin instruktørdebut med dokumentarfilmen "Afghan Muscles" (2007). Siden har han arbejdet i dokumentarfilms genren, hans produktioner omfatter "Bogotá Change" (2009), "The Human Scale" (2012), "Traveling with Mr. T" (2012), "Life is Sacred" (2015) og "The War Show" (2016). Dalsgaard er kreativ producer og director ved det uafhængige filmproduktions selskab Elk Film. Dalsgaards arbejde har et stærkt fokus på social og kulturel forandring, og er baseret på hans baggrund som antropolog.